# 広河隆一
広河 隆一（ひろかわ りゅういち、1943年9月5日 - ）は、日本のフォトジャーナリスト、戦場カメラマン、市民活動家。フォトジャーナリズム月刊誌DAYS JAPANの元編集長、同誌発行の株式会社デイズジャパンの前代表取締役および前取締役。有限会社広河隆一事務所代表。日本中東学会、日本写真家協会、日本写真協会、日本ビジュアル・ジャーナリスト協会（JVJA）、各会員。チェルノブイリ子ども基金・元代表。認定NPO法人沖縄・球美の里元名誉理事長。

## 経歴
中華民国天津市で出生、2歳の時に引き揚げ、小学校入学以前から大阪府羽曳野市恵我之荘に居住した。東京都世田谷区在住。
1956年旧：高鷲町立小学校（現・羽曳野市立高鷲小学校）卒業、1959年羽曳野市立高鷲中学校卒業、1962年大阪府立生野高等学校卒業、1963年早稲田大学教育学部に入学し、1967年早稲田大学教育学部卒業。なお、広河は大学在学中に和敬塾の南寮と称する男子寮に入寮、入学当初は早大山の会で活動を行っていたが、2年生の時に「カメラルポルタージュ研究会」と称するドキュメンタリークラブを立ち上げた。また、広河はブント系の学生運動を行っていた。
映画会社から就職の内定を受けていたにもかかわらず、これを辞退。卒業後の1967年にイスラエルに渡航、農業ボランティアのかたわらヘブライ語の学習に精を出す。
渡航当初、コミューン的な生産、生活形態を進める共産主義的なキブツに対し憧れを抱いていた。イスラエルへの渡航から2週間が経過した1967年6月、第三次中東戦争が勃発。イスラエルが勝利を収める。滞在していたキブツ・ダリヤにおいて「ダーリヤト・アッ＝ラウハー（دالية الرَّوْحا）」又は「ダーリヤト・アッ＝ラウハーア（دالية الرَّوْحاء）」というパレスチナ人の村落の廃墟を発見したことなどにより、イスラエルによるパレスチナ人に対する過酷な人権侵害を知るようになり、親パレスチナ的な態度をとるようになった。イスラエルにおいては「マツペン」という反シオニスト的な政治団体で活動を行っていた。エルサレムで反シオニズム写真展を開催した後、1970年、帰国。以後、中東諸国を中心に取材活動を行う。
1982年、レバノンの西ベイルートにおけるファランジストというマロン派キリスト教徒主体のレバノン右派民兵によるパレスチナ難民の虐殺、サブラー・シャーティーラーの虐殺が起きた際には、居合わせたベイルートで事件直後の現場を取材している。当時の状況を自著の中でこう回想している。
「イスラエルがベイルートを完全に制圧したと発表したのは、82年9月16日午後だったと思う。翌17日、私はイスラエル赤三日月社で働いていたドイツ人医師の脱出を手伝った。その人を私の助手ということにして、一緒にベイルートを出たのである。包囲網はイスラエル軍とレバノンの右派キリスト教民兵によって、十重二十重（とえはたえ）になっており、何十という検問所が設けられていた。最後の検問所で追い返されようとしたとき、私は長い間使っていなかったヘブライ語で交渉し、通過に成功した。医師をベカー高原の病院に降ろしたあと、すぐベイルートに戻った。その日がイスラエルの新年で、そのためイスラエル軍のすべての検問所が閉鎖されることになっていたからである。
　その翌日、私はパレスチナ・キャンプに入った。早朝から気持ちが重かった。ベッドに体がくっついたようになっていた。イスラエル軍がベイルートに侵攻してから、すぐにパレスチナ・キャンプは封鎖されたことを私は知っていた。ジャーナリストも中には入れなかった。何がキャンプで起こっているのか、知る方法はなかった。いやな予感がした。パレスチナ人狩りによって、市街地から連れ去られたパレスチナ人の消息もわからなかった。
　北のサブラ・キャンプの入り口は、イスラエル軍の戦車によって封鎖されていた。入れろと叫んで、プレス・カードを見せたが、戦車の上のイスラエル兵は銃を構えて、手で私に立ち去れという仕草をした。そのとき銃声が連続して聞こえていたが、交戦の時の音ではなく、一方からの音だけだったことが、不安を増した。
　真っ黒に焼けただれた松の林の横を通って、シャティーラ・キャンプの南に出た。人影はほとんどなく、砲撃の直後らしく黒い煙が上がっていた。
　キャンプに足を踏み入れた。しんとしていた。余りに不気味で、出ようとすると入り口のところで一人の男が近づいてきて、首を切断するまねをして、中で殺戮が起こっていると言った。彼は足早に消えた。」
（広河隆一「パレスチナ／瓦礫の中のこどもたち」（徳間文庫・2001年）155～156ページ）
この悲惨な事件を含め、第一次レバノン戦争に関する取材を行い、よみうり写真大賞を受賞。翌83年、同写真でIOJ国際報道写真展大賞・金賞受賞。
イスラエル、シオニストを批判する立場で、パレスチナ問題を取材し続けている。また、チェルノブイリ事故以来は25年以上に渡って取材し、原発に反対する活動を行っている。講談社の「DAYS JAPAN」には、イスラエルのビジネスマン、アイゼンベルに関する記事や、ダイヤモンドシンジケートの取材、チェルノブイリの現状、731部隊などに関する記事を掲載。また日本テレビ、NHKなどでチェルノブイリや中東に関する報道番組を多数制作、発表する。また報道に徹するだけでなく各地で救援活動を行っている。「チェルノブイリ子ども基金」代表（設立時）、パレスチナの子どもの里親運動顧問（設立時は代表を務めた）、日本ビジュアル・ジャーナリスト協会（JVJA）世話人代表等を歴任。全国各地で講演を行っている。
福島第一原発事故の後は、主に日本の原発や放射能に関する諸問題を取材するかたわら、福島の子どもが放射能に汚染にされているとして救援活動を行い、福島の子ども保養プロジェクト「NPO法人 沖縄・球美の里」名誉理事長に就任。2012年7月5日、かつて代表を務めた「チェルノブイリ子ども基金」から、福島県の子どもたちを福島第一原子力発電所事故の影響の少ない沖縄県の久米島において保養させるプロジェクト「NPO法人沖縄・球美の里」を発足させた。
1998年、「パレスチナ難民キャンプの瓦礫の中で／フォト・ジャーナリストが見た三十年」（草思社・1998年）を発表。自伝とも呼ぶべき著作である。
2002年7月、日本ビジュアルジャーナリスト協会（JVJA）設立。世話人代表（～2004年9月）を務め、のちに退会。
2003年12月、廃刊になっていたDAYS JAPANを再創刊すべく、株式会社デイズジャパンを設立。代表取締役社長を務める。
2004年3月、フォトジャーナリズム月刊誌「DAYS JAPAN」を再創刊。2004年4月号から2014年9月号まで同誌の編集長を務めた。
2007年7月、第21回参議院議員通常選挙に東京都選挙区から立候補した川田龍平を応援した。
2008年、パレスチナ難民発生から60年の歴史を記録した劇場映画「パレスチナ1948NAKBA」（日・英・仏・アラビア語版）、DVDボックス（30巻、日英版）を「1コマサポーターズ」の支援で制作。
2011年、戦場カメラマンとして国際的に顕著な功績をもたらした広河隆一は、「東長崎機関」の「たくさんの戦場野郎たち」とともに『戦場カメラマンという仕事』という書籍に寄稿している。
2014年8月、DAYS JAPAN2014年9月号をもって編集長を丸井春に交代した。
2015年12月、広河が出演し、戦場カメラマンや政治活動家としての足跡や生き方を描いたドキュメンタリー映画「広河隆一　人間の戦場」がリリースされた。

## 性暴力、セクハラ、パワハラ問題
2018年12月、週刊文春は、広河が複数の女性に性行為などを強要した疑いがあると報じた。広河は「写真を教えてあげる」などの名目で女性をホテルに呼び出して行為に及んでいた。女性達は、広河が報道関係者との人脈が広いことや、同編集部内でささいなことで激昂し、理不尽にスタッフを怒鳴ったり罵倒したりするなど気性の激しさを見せていたことから、「（広河さんの）機嫌を損ねたら報道の業界で生きていけない」という心理状態に立たされ、抵抗することができなかったとした。広河は文春の取材に対し、女性側の主張を否定したが、掲載号の発売後、女性達に謝罪し、協議の末株式会社デイズジャパンの代表取締役および取締役、認定NPO法人沖縄・球美の里の名誉理事長を解任されたと述べた。
2019年12月、デイズジャパンは、広河がデイズジャパンを経営した全期間にわたり、性交の強要や裸の写真撮影、激しい叱責が多数あったとする、有識者による検証委員会の報告書を公表し、広河による性被害やセクハラ、パワハラを認定した。
上記の報告書によると被害に遭った女性は計17名で、性交の強要3人、性的な身体的接触2人、裸の写真の撮影4人、言葉によるセクシャルハラスメント（性的関係に誘われる等）7人、環境型セクシャルハラスメント（AVを社員が見える場所に置く）1人が確認されたという。なお、検証委員会の調べに対して、広河は「魅かれあった男女の自由な関係である」「自分は文春の商業主義的、もしくは＃MeToo運動にのった時代の犠牲者である」と自己を弁護をしている。
週刊文春にて報じられた直後、広河は、「私の向き合い方が不実であったため、このように傷つけることになった方々に対して、心からお詫びいたします」とのコメントを発表している
なお、広河隆一はnoteにおいてペンネームを用いて女性のヌードを撮影したことを認めている。

## 関連人物
- 土井敏邦 - 中東ジャーナリスト。土井は広島大学においてパレスチナ問題に関する卒業論文を執筆し[30]、大学卒業後に広河が編集長であったPLO駐日代表部による中東関連に関する「フィラスティン・びらーでぃ」[31]という月刊誌の記者として参加した。土井を中東ジャーナリストとして成長させるきっかけをもたらした[32]。
- 志葉玲 - 志葉は帝京大学在学中からイスラエルや原発に批判的な広河を尊敬し、帝京大学卒業後かつて広河が行ったようにイスラエルのキブツに滞在し、キブツにおいて英会話を学習し、その後フリーのジャーナリストとして活動を行っている。広河と共に志葉は山本太郎、増山麗奈、小出裕章、オリバー・ストーンと日本で反原発活動を行っている[33]。

## 受賞歴
- 1982年 - よみうり写真大賞[2] - 第一次レバノン戦争とそれに伴う西ベイルートのサブラ・シャティーラの虐殺事件に関する報道で[34]。
- 1983年 - IOJ国際報道写真大賞・金賞[2] - 第一次レバノン戦争とそれに伴う西ベイルートのサブラ・シャティーラの虐殺事件に関する報道で[17]。
- 1989年 - 講談社出版文化賞写真賞 - 「四番目の恐怖」[2]。チェルノブイリ原発事故とスリーマイル島原発事故についての取材で[要出典]。
- 1990年 - 日本ジャーナリストクラブ賞[2]
- 1993年 - 産経児童出版文化賞 - 写真集『チェルノブイリから～ニーナ先生と子どもたち』につい[34]。
- 1998年 - 日本ジャーナリスト会議（JCJ賞）特別賞 - 『人間の戦場－広河隆一の全軌跡』（新潮社）について[2]。
- 1999年 - 平和・協同ジャーナリスト基金賞 - 『チェルノブイリ消えた458 の村』（日本図書センター）について[2]。
- 2000年 - チェルノブイリ救援の功績を称えられウクライナ大統領、閣僚評議会国会議長から感謝状を贈られる[要出典]。
- 2001年 - さがみはら写真賞ノスタルギア賞 - 『チェルノブイリ消えた458 の村』（日本図書センター）について[2]。
- 2001年 - ベラルーシから国家栄誉勲章（フランシスコ・スコリナ勲章）を授与される - 「チェルノブイリ子ども基金」の功績[17]。
- 2002年 - 石橋湛山記念早稲田ジャーナリズム大賞（公共奉仕部門） - 『パレスチナ 新版』（岩波新書）について[2]。
- 2003年 - 日本写真家協会賞年度賞 - 『写真記録パレスチナ』（日本図書センター）について[要出典]。
- 2003年 - 土門拳賞 - パレスチナ問題、チェルノブイリ原子力発電所事故の報道活動に対して[2]。
- 2010年 - 日本写真家協会賞 - 「DAYS JAPAN」により[17]。
- 2010年 - 自由報道協会賞、日本ジャーナリスト会議（JCJ）賞、受賞[要出典]。
- 2011年 - 有功勲章（ウクライナ政府より）
- その他、キエフ名誉市民[2]。

## 著書・編著
- 『ユダヤ国家とアラブゲリラ』草思社、1971年
- 『パレスチナ幻の国境』草思社、1976年
- 『ベイルート大虐殺』三一書房 1983年
- 『世界の子どもたち 3 パレスチナ 難民キャンプの子メルバット』写真・文 偕成社 1986年
- 『世界の子どもたち 14 ギリシア 風の島のカテリーナ』写真・文 偕成社 1986年
- 『世界の子どもたち 16 ヨルダン アリの歴史への旅』写真・文 偕成社 1987年
- 『破断層』講談社、1987年 のち文庫- レバノンのパレスチナ人を題材とした小説、改題『帰還の坑道』 デイズジャパン 2013年
- 『パレスチナ』岩波新書、1987年
- 『核の大地 チェルノブイリ、そして汚染の世界を行く』講談社、1990年
- 『チェルノブイリ報告』岩波新書　1991年
- 『パレスチナ 瓦礫の中のこどもたち』徳間書店 1991年 のち文庫
- 『沈黙の未来 旧ソ連「核の大地」を行く』新潮社 1992年
- 『エイズからの告発』徳間書店 1992年
- 『戦火の4都市 エルサレム・ベイルート・バグダード・クウェート』写真. 第三書館 1992年
- 『ニーナ先生と子どもたち チェルノブイリから』小学館 1992年
- 『AIDS 少年はなぜ死んだか』講談社 1993年
- 『日本のエイズ／薬害の犠牲者たち』徳間書店 1993年 『薬害エイズの真相』文庫 1996年
- 『チェルノブイリから広島へ』岩波ジュニア新書 1995 年
- 『薬害エイズ』岩波ブックレット 1995年
- 『裁かれる薬害エイズ』岩波ブックレット 1996年
- 『AIDS 「薬害エイズ」告げられなかった真実』（マガジン・ノベルス・ドキュメント）講談社 1996年
- 『チェルノブイリの真実』講談社 1996年
- 『チェルノブイリと地球』講談社、1996年
- 『人間の戦場 フォトジャーナリスト広河隆一の全軌跡』（フォトミュゼ）新潮社 1998年
- 『パレスチナ難民キャンプの瓦礫の中で フォト・ジャーナリストが見た三十年』草思社 1998年
- 『原発被曝―東海村とチェルノブイリの教訓』講談社（2001年
- 『反テロ戦争の犠牲者たち』岩波書店（岩波フォト・ドキュメンタリー世界の戦場から） 2003年
- 『岩波フォト・ドキュメンタリー世界の戦場から 戦争とフォト・ジャーナリズム』岩波書店 2004年
- 『暴走する原発―チェルノブイリから福島へ これから起こる本当のこと』小学館 2011年
- 『福島 原発と人びと』岩波新書 2011年 ISBN 9784004313229
- 『新・人間の戦場 フォトジャーナリスト広河隆一の全軌跡』 デイズジャパン 2012年 ISBN 9784990198206

### 共編著
- 『奪われた国の子供たち パレスチナ・ドキュメンタリィ写真集』編. 第三書館 1979年
- 『燃える石油帝国・イラン』編. 第三書館 1979年
- 『光と影のエルサレム』編. 「光と影のエルサレム」展実行委員会事務局 1982年
- 『ベイルート1982 イスラエルの侵攻と虐殺』写真・編. PLO中央評議会「サブラ・シャティーラ特別委員会」 1983年
- 『レバノン極私戦』立松和平文, 広河写真. 河出書房新社 1984年
- 『ユダヤ人〈1〉ユダヤ人とは何か』『ユダヤ人〈２〉ダイヤモンドと死の商人』三友社出版 1985年 - パレスチナ・ユダヤ人問題研究会との共編
- 『四番目の恐怖 チェルノブイリ、スリーマイル島、ウィンズケール、そして青森をつなぐ運命』広瀬隆共著. 講談社 1988年 「悲劇が進む」（講談社文庫）
- 『ダイヤモンドと死の商人　イスラエルの世界戦略』パレスチナ・ユダヤ人問題研究会共編 三友社出版 1988年
- 『革命伝説』日名子暁 文、広河写真 アイピーシー 1989年
- 『中東共存への道 パレスチナとイスラエル』編 岩波新書 1994年
- 『竜平の未来 エイズと闘う19歳』川田悦子共著. 講談社 1995年
- 『原発・核 写真・絵画集成 v.2 チェルノブイリの悲劇」編・著 日本図書センター 1999年
- 『原発・核 写真・絵画集成 v.3 原発と未来のエネルギー』豊崎博光共編・著 日本図書センター 1999
- 『チェルノブイリ消えた458の村 写真記録』編著. 日本図書センター 1999
- 手島悠介『ナターシャ―チェルノブイリの歌姫』（写真） 岩崎書店 2001年 ナターシャ・グジーについての取材
- 『写真記録 パレスチナ1 激動の中東35年』編著 日本図書センター 2002年
- 『写真記録 パレスチナ2 消えた村と家族』編著 日本図書センター 2002年
- 『子どもに伝えるイラク戦争』小学館 2004年 - 石井竜也との共著
- 『パレスチナ１９４８　ＮＡＫＢＡ』編 合同出版 2008年
- 『チェルノブイリと福島 人々に何が起きたか 写真記録』編著 デイズジャパン 2016年

### 寄稿
- 『フィラスティン・ビラーディ 1980年7月号』（PLO東京事務所、1980年）pp.32–37所収「日本政府のパレスチナ政策」

### 翻訳
- マリー・L.ベルネリ『ユートピアの思想史 ユートピア志向の歴史的研究』手塚宏一共訳. 太平出版社 1972年
- R.G.ウェッソン『ソヴェト・コミューン』河出書房新社 1972年
- フェリシア・ランゲル『イスラエルからの証言 ユダヤ女性弁護士の記録』群出版 1982年
- アキバ・オール『誰がユダヤ人か』幸松菊子共訳. 話の特集 1984年
- カマール・サリービー『聖書アラビア起源説』草思社、1988年 － 矢島三枝子との共訳
- ポーリン・カッティング『パレスチナ難民の生と死 ある女医の医療日誌』岩波書店（同時代ライブラリー） 1991年

## 映画作品
- 『パレスチナ1948・NAKBA』 2008年の日本公開映画/3月|2008年3月22日公開（監督・撮影・写真）
- 『広河隆一 人間の戦場』 2015年の日本公開映画/12月|2015年12月19日公開（長谷川三郎監督、出演）